# スウェーデン漫画判決

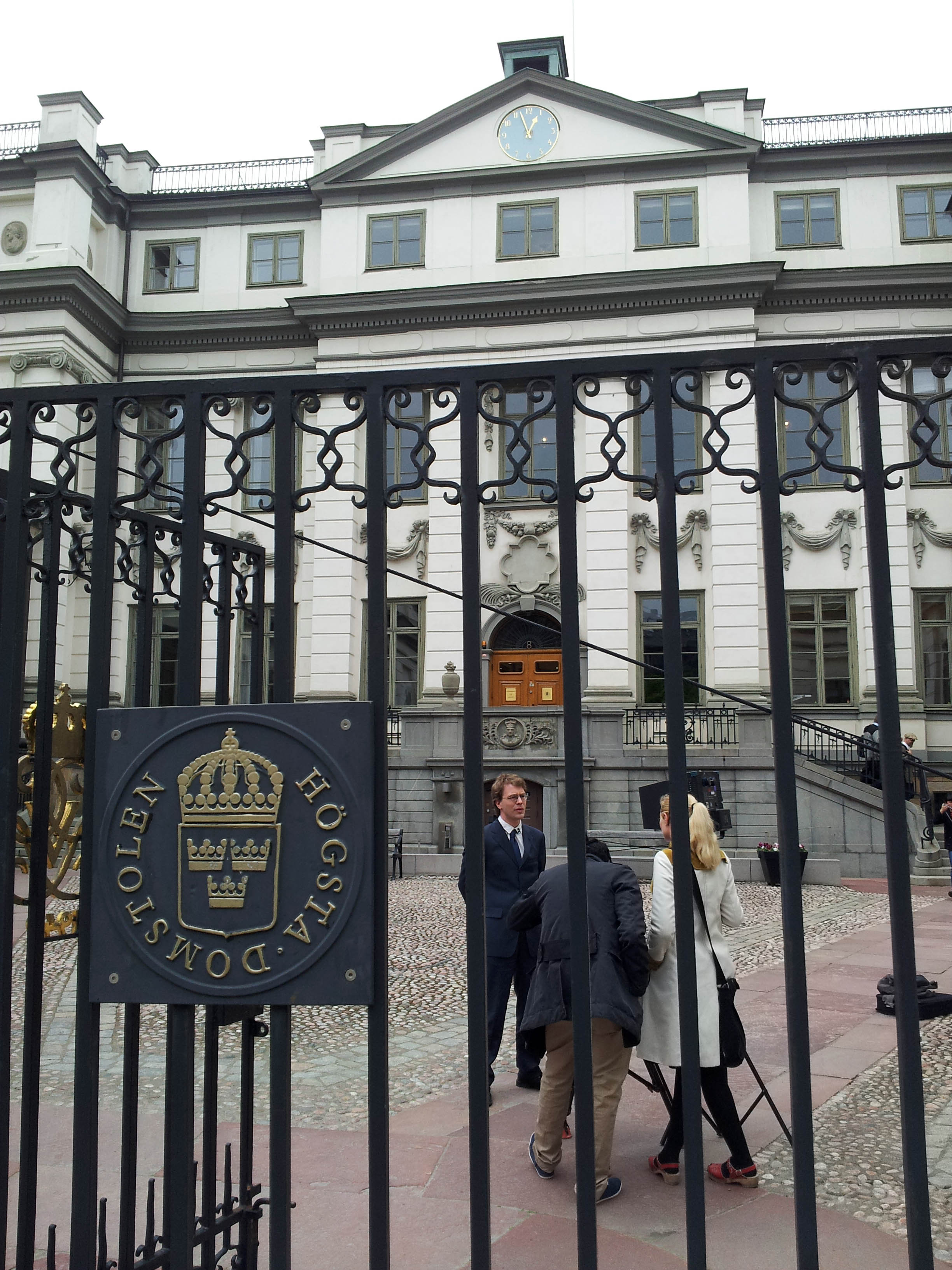
最高裁判所前に立つシモン・ルンドストローム。2012年5月16日

スウェーデン漫画判決（スウェーデンまんがはんけつ、Mangamålet）は、漫画翻訳家でスウェーデンでも指折りの漫画専門家として知られるスウェーデン人のシモン・ルンドストロームが、児童ポルノ所持の罪を問われた裁判。漫画の絵は児童ポルノではなく、被告を有罪にすることは表現の自由を定めた統治法に反するとして、2012年6月15日にスウェーデン最高裁判所が被告を無罪とした判決が下された。別名「シモン・ルンドストロム事件」。
2012年8月13日に、ニコニコ動画でシモン・ルンドストローム講演の生中継が行われ話題となった。単に「漫画が児童ポルノに該当するかどうか」だけでなく、かねてより指摘されていた「児童ポルノ所持の禁止がもたらす冤罪の可能性」が現実になったものとして注目された。

## 発端
シモン・ルンドストロームは、翻訳家として日本の漫画・アニメ作品を数多くスウェーデンに紹介してきた。代表的な翻訳作品に、『鋼の錬金術師』『ワンピース』『NARUTO』『名探偵コナン』『らんま１／２』『新世紀エヴァンゲリオン』『魔法先生ネギま！』などがあり、スウェーデンに輸入した漫画の半分を翻訳していた。彼は日本のマンガの熱狂的なファンであり、5,000冊以上のマンガ本のコレクションを持っていた。
2009年10月12日、シモン・ルンドストロームがウブサーラの自宅に帰宅すると、自宅は家宅捜索の真っ最中だった。彼の自宅に警察が踏み込んだ原因は、元妻からの通報だった。当時、彼は離婚した元妻と親権をめぐって争っており、元妻は裁判を有利に運ぶため、「彼はペドフィリア(小児性愛者)の性犯罪者である」と警察に通報した。
これは親権裁判の常套手段だったが、その場で逮捕・連行された。取り調べによって性的虐待では無罪となったが、調査のためパソコンが押収され、そこにエロ漫画などのダウンロード画像があったことで、児童ポルノ所持で起訴された。
約300枚の画像のうち、警察は描かれた女性キャラクターの胸の大きさに着目し、胸の小さな女性キャラクターを「児童」であると判断し、51枚を「児童ポルノ」とした。ほとんどはアマチュアの作品だったが、中にはアニメ化もされ、スウェーデンでも販売されている人気シリーズ漫画『ラブひな(翻訳名：Love Hina)』の表紙画像も含まれていた。そのうち、最終的に最高裁で焦点となった画像は39枚で、うち14枚は他パソコンから重複してコピーしたものだった。
スウェーデンで漫画の絵だけで逮捕されたのは、シモン・ルンドストロームが初めてと思われる（実写も含めてであれば過去に存在する）。また、スウェーデン警察は、連行したシモン・ルンドストロームが実在児童への性的虐待を一切行っていないことが判明し、釈放さぜるを得なくなった途端、マイナス10度の屋外に一人で放り出したという。逮捕の際、彼には身支度の時間もなく、コートどころかジャケットさえ着ていなかった。
また、押収されたハードディスクの中身は、起訴内容とは関係のないものまですべて駄目になってしまった。シモン・ルンドストロームは「私は本当に多くのデータを失いました。古い家族写真や、これまでの仕事、コレクションしていたものなどすべてです。例えるなら、あなたの机の引き出しからピストルが見つかったので、あなたの家を跡形もなく燃やしておきました、と言っているのとほぼ同じ理屈です」と述べた。
なお、子どもに対し性的な夢想を抱く人間はペドフィリア(小児性愛者)、子どもに対して性的な虐待を行った加害者はチャイルド・マレスター(小児性犯罪者)といって区別される。子どもに性的虐待を行う者はペドファイルの傾向があると思われがちだが、実際はそのような性向のない者が性的虐待を行うことも多くある。児童虐待の実態はあまり知られておらず、ペドフィリア(小児性愛者)とチャイルド・マレスター(児童虐待者)はしばしば混同され、専門家は偏見や差別の問題を指摘している。特にアメリカでは、ペドフィリアは単なる性的な異常者として見られているだけでなく、実際に子供への性犯罪を犯したかどうかを問わず、その性的嗜好を持っているだけで「絶対的な悪」として見られ、極めて強い嫌悪感を向けられている。

## スウェーデンの法律と規制

### 主な年表
1945年：第二次世界大戦終結。
1949年：「出版の自由基本法」の母体が完成。
1953年：「欧州人権条約」発効。
1971年：「出版の自由基本法」の改正。スウェーデンでは同性愛、小児性愛等まで含めたポルノが合法化され、児童ポルノの所持、頒布、陳列が合法となった。
1974年：「統治法典」の基本的な形が整えられ、統治機構に関する規定や基本的人権について定めた。
1979年：「刑法典」に児童ポルノの頒布禁止規定が設けられ、「出版の自由基本法」の改正も行われた。禁止されたのは児童ポルノの販売・配布のみ。非実在児童(架空の人物・キャラクター)が描写される図画も、児童ポルノの定義に含まれていた。 施行は1980年。児童ポルノは犯罪として規制されることとなり、以後、規制は次第に厳格化したが、児童ポルノ市場が地下に潜るという事態が新たに問題となった。
1990年：「子供の権利条約」発効。
1991年：「表現の自由基本法」が制定。メディアの技術革新にともない、テレビ、ラジオ、コンピュータ、CDなどの表現に対する保護と規制が問題視されるようになり、これらの権利をテレビ、ラジオ等の放送、映画や音楽等の録音媒体についても明確に定義するため。
1996年：ベルギーのマルク・デュトルー事件以降、世界的に児童ポルノ摘発が活発化。
1996年：NGOエクパットの第1回「子どもの商業的性的搾取に反対する世界会議」が開かれ、スウェーデン政府がホストを務めた。
1999年：児童ポルノ単純所持違法化。児童ポルノの所持を犯罪化する刑典の改正が行われ、「出版の自由基本法」と「表現の自由基本法」は、児童ポルノに対しては適用されない旨の条文が新設され、1999年に施行された。写真や映像については単純所持が禁止され、手工芸的な方法で描かれる図画の場合は、頒布や移転を目的とする場合に限り、作成と所持が禁止された。
2005年：スウェーデンで児童ポルノブロッキング開始。強姦の定義を拡大。
2007年：NGOエクパットの働きかけで、警察が「児童ポルノに関係する」と特定した組織へ、銀行が送金を止める施策を開始。スタートは小さな銀行で、幼い子どもがいる幹部が理解を示した。その後大手銀行も次々追従し、2011年に全ての銀行が決断した。
2010年：児童ポルノ犯罪に関する法律の改正。インターネット上の児童ポルノへのアクセスの犯罪化や児童ポルノの拡大等を内容とした「刑法典」の改正と、基本法の保護対象とされない児童ポルノの範囲を拡大する「出版の自由基本法」と「表現の自由基本法」改正が成立した。
2012年：スウェーデン警察児童ポルノ担当トップが「漫画では無い本物の児童ポルノを取り締まりたい」と発言。最高裁で児童ポルノ漫画無罪判決。

### 宗教観
スウェーデンはキリスト教の国と思われているが、熱心なキリスト教徒は1％で、日本と同程度である。キリスト教に基づいた考えは浸透しているが、基本的に無宗教である。

### 概要
スウェーデン憲法は4つの ｢基本法」によって構成されている。中心的なものは「政体法」であり、その第2章第1条で表現の自由・情報の自由が保障されている。同法の第2章20～23条では、表現の自由権・情報の自由権を制限する場合の条件が設定されている。その条件とは、国家の安全保障・国民の生活保障・ 公共の場での秩序・個人の尊厳・犯罪防止・プライバシーに深く関わる場合である。他にも「特別に重要な事情がある場合」での表現規制は憲法上許されているが、その場合、政治・学問・文化などの分野での同様の特別な配慮が必要である。
その他にも、スウェーデンは欧州人権条約の加盟国であり、条約はスウェーデン法と同等の機能を持つ。この条約の第10条で同じく表現の自由が保障されているが、この権利は「特別の義務と責任を持って行使する必要がある」 と明記され、民主的社会における必要性・公共の安全利益・他人の名誉と権利を脅かす場合には、制約や処罰を受けることが明記されてい る。
また、最高裁は特別な違憲審査の権限を所持しているわけではない。地方裁判所・高等裁判所・ 行政裁判所が違憲判決を下してきたケースは多いが、最高裁は違憲審査を避ける傾向にある。ウプサラ大学国際法名誉教授であるゴーラン・リセン(Göran Lysén)によると、「政体法」で保障されている権限の置かれた立場は弱く、政治側や国民の間で高いレベルの同意が得られている法律の場合、明らかに違憲に見えていても、最高裁は極端に違憲判決を下すことを避けるため、結果的に多数派から理解されない少数派の権利保障はスウェーデンにおいて不十分であるとしている。最高裁元判事のベルチル・ベンツソン(Bertil Bengtsson)も、自分の現役の経験を語った文献で、「国民・国会の意思を蔑ろにすることに最高裁は根強い抵抗感を持っている」と述べている。

### 児童ポルノ規制の経緯
1980年代の水着のファッションがトップレスだったように、もともとスウェーデンでは性に開放的だった。このため日本のスウェーデン像は「フリーセックス・福祉が充実した国・自由」が多いが、これは過去の価値観である。
1971年にあらゆるポルノが合法化された際は、スヴェン・ロマーヌスが代表を務める調査委員会や、レミス制度により意見を求められた多くの機関も、性的児童虐待やその他の目に余るサディスティックな描写を含むものについては、違法のままでよいという意見だった。しかしレンナット・イェイイェル法務大臣（社会民主労働党）は「そのような規制は、私の解釈では、規律と道徳に反する行為の罰則を廃止しようという案の根底にある思想に反する。つまり、可能な限り多様なメディアの中から、個々人の意思で見たい描写を選択できるようにしようということだ」と述べた。
1977年には、ロマーヌス法務大臣が児童虐待を描写したポルノの規制を望んでいたため、表現の自由に関して基本法を見直すため諸問題を調査する「表現の自由調査委員会(YFU)」を設置し、YFUは「児童ポルノに関する罰則は、あらゆる種類の画像に対して有効にするべき」という調査報告書を提出した。「絵も含めるべき」とした理由は「絵であっても、生身のモデルを元に制作された可能性を無視できない」だった。しかし調査報告書には、現実の児童虐待に基づいて絵の児童ポルノを作った実例がひとつも載っておらず、委員の一人であるアンデシュ・ユンググレーン（中央党の青年団代表）は、「具体的な事件は知らない。具体的な例ではなく、単にそういった事態が起こり得るという予測に基づいたものだった」と述べた。ロマーヌス法務大臣は絵も規制対象に含めようというYFUの案を支持し、「この種の画像は概して児童に対する侮辱である。それはモデルに使われる児童への侮辱のみに留まらない」とした。
1980年1月1日から、児童ポルノの製造・頒布が違法となった。この新法は「出版の自由基本法」の例外項目に、名誉棄損、犯罪的行為扇動、基本法による保護を受けないその他の事項に並ぶ形で加わった。
1999年には児童ポルノの単純所持が禁止されたが、この規制の背景には、未成年がバイト等ができず、児童ポルノ撮影で儲けるものが続出し、「労働法」に違反することを理由に禁止するようになったことが挙げられる。スウェーデンでは日本の学生アルバイトのような短時間のパートタイムが少なく、ほとんどがフルタイム勤務になり、学生の普段のアルバイトが日本よりも一般的ではなく、アルバイトは夏休みにするという子が多い。スウェーデン統計局の2015～2016年の調査によると、13歳～15歳の子どもの11%と、16歳～18歳の子どもの52%が夏のアルバイトをするが、学校が始まるとアルバイトと兼業することはあまりない。年間を通してアルバイトをする13～15歳はおよそ9%で、16～18歳では29%となっている。
また、2010年のインターネット上の児童ポルノへのアクセスの犯罪化や児童ポルノの拡大等を法改正では、児童ポルノへの関与が多国間で組織的に行われていること、ITとインターネットの発達が児童ポルノの作成を安価なものにし、頒布の規模を飛躍的に拡大させていること等があるとした。

### 児童の定義
「刑法典」第16章第10a条は、児童ポルノ犯罪を規定している。スウェーデンにおける性交同意年齢は15歳だが、児童ポルノにおける「児童」の定義は、「思春期の成長が未完了である者」または「図画及びそれに関する状況から18歳未満であることが明らかである者」と規定される。
外見的に身体が性的な成熟過程にあり、変化の余地を残していると判断される場合は、描かれる者の実年齢は18歳以上であっても対象となる。また、図画に付けられたキャプションや宣伝文句において、未成年を取り扱っている図画であることが示されている場合も、「それに関する状況から18歳未満であることが明らかである」場合であるとされる。

### 児童ポルノの定義
「刑法典」において、児童ポルノとは「ポルノ的な図画において児童を描写したもの」と定義されている。児童が図画の中で、明らかに性的な意味を有する行為に従事しているものに限らず、児童が1人または複数の成人とともに、そのような図画の中に存在している場合であっても対象となる。 
また、ポルノ的な図画とは「科学的または芸術的価値を有しない図画」であって、あからさまで挑発的な方法により性的な題材を描写したものをいい、刊行物中の画像、ビデオやフィルム等の動画、インターネット上の動画・画像、写実的でない線画、絵具による描画等を含む。

### 児童ポルノ犯罪の定義
「刑法典」第16章第10a条において、児童ポルノの所持、頒布、移転、使用許可、陳列、売買の仲介、取引を促進するために仲介等と類似の手段を取る行為は、処罰の対象となると規定される。具体的には以下のようなもの。
- 所持：図画を物理的に所持することと同様、図画のデータを記録媒体に保存し、保持することも含まれる。2010年の法改正では、ダウンロードなしのネット上での閲覧サービスの提供という児童ポルノビジネスの台頭への対応を主目的として、所持の一形態に「利用可能な状態にされた児童ポルノ図画を閲覧すること」が追加して規定された。
- 頒布：児童ポルノ的な図画が、仲介等の他者の使用を可能とさせる行為によって、多数の者が使用可能な状態とすることと定義される。 少数で、限定された者を対象としている場合は、 頒布にあたらない。ただし、この場合でも、児童ポルノの移転や使用許可、陳列等に該当し、処罰対象となる可能性もある。
- 移転：児童ポルノ的な図画の販売や交換、贈与等をいう。
- 使用許可：児童ポルノ的な図画の有償・無償での貸出を認めることをいう。
- 陳列：他者に対する児童ポルノ的な図画 の開示や映像の上映をいう。
- 取引促進のための仲介等と類似する手段：顧客リストや購入希望者のリストなどの移転・売買等の各種の方法をいう。頒布、移転、 使用許可、陳列等を伴う方法のほか、これらを伴わない方法も含まれる。

また、児童ポルノ犯罪においては、描写される者が実在する児童である必要や、特定の児童の実体的な侵害が存在する必要もないと解釈されている。

### 量刑と時効
児童ポルノ犯罪には、軽度(ringa)、標準(normalgrad)、重度の3つのレベルがあり、法定刑の上限等がそれぞれ異なっている。
軽度では「罰金又は6か月以下の拘禁刑、標準では2年以下の拘禁刑」。重度では「6か月以上6年以下 の拘禁刑」となる。重度となるのは故意の場合に限られ、営利目的かどうか、図画の量、図画における児童の取扱が著しく尊厳を欠いたものであるかどうか等の点に着目して判断される。
児童ポルノ犯罪の消滅時効(preskription)は、レベルにより異なる。軽度の児童ポルノ犯罪の時効期間は2年。標準は時効期間5年。重度では時効期間10年となる。児童ポルノ犯罪では行為形体にかかわらず、消滅時効は罪を犯した(begå)日から起算される。一般的に犯罪が既遂となった(vara fullbordat)日から起算されると解釈される。

### 判断の基準
「出版の自由基本法」と「表現の自由基本法」で保護される権利は、「統治法典」上の表現の自由及び情報の自由の一部をなしている。これらの基本法で保護対象となる媒体は、 検閲が認められず、公共の安全を維持するための特定の法律の規定に反しないかぎり処罰されない。また、処罰や処分、裁判などに関しては 特別の憲法的な手続によることが定められている。
1999年の1月1日から児童ポルノの単純所持が違法化され、児童本人がポルノ的な図画を作成することや、そのような図画をウェブサイトで閲覧可能とすること等、児童本人が携わったり被写体となったりするだけの「本人の関与画像」を作成・所持する場合でも、処罰対象とされた。例えば16歳で性的な写真を撮った時点で犯罪者となる。
思春期が終了して刑事責任が問われる為には、「刑法」第16章第10a条第1段落第5項の文面に基づき、表現およびその周囲の状況から判断して、明らかに18歳未満の者である事が条件となる。状況を考慮した上で、その行為が正当であると判断された場合は、犯罪とはならない。
また、児童ポルノ的な内容が含まれる絵も犯罪の一種と見なされる。これは、間接的には第三者に公表する意図のない、自分で描いた絵は例外となる。アニメの絵やイラストも犯罪の一種と見なす理由は以下。
1. イラストであっても、実在する児童がモデルとして使われていた可能性があるため。
2. イラストであっても 「児童一般の尊厳を損なう」「ポルノ的な絵はいかなる理由があろうとも児童に対する侮辱である」ため。
3. 児童ポルノの所持が違法になった事と関連付け、画像が児童を性的行為に誘う為に利用される可能性があるため。

### インターネット検閲
スウェーデンのインターネットでは児童ポルノ規制がなされている。スウェーデン警察は、スウェーデンのISPが自主的に使用する児童ポルノブロックリストを作成・運用している。しかし、事実に基づく明確で論理的な手続きの欠如など、実態は児童の保護ではなく表現規制になっているとも指摘されている。
フィンランドの記者が実際にブロックされているサイトをフィンランド経由で調べた結果、9割が児童ポルノと関係ないサイトだと判明した。ブロックされているものには著作権違反や盆栽などがあり、シモン・ルンドストロームが何の基準で規制しているのか尋ねた際は教えられないと言われ、警察が何をやっているのかも調べられない状態となっており、この事態をブログに書いて公開した際はブロックされることとなった。
また、2007年6月には、Torrentファイルを検索する人気サイトに関連した「kopimi.com」がブロックリストに執拗に追加される問題が起き、刑事告訴の検討など警察との議論の末に、フィルタから取り除かれることになった。同年7月6日には、人気のTorrentサイトである「パイレート・ベイ(The Pirate Bay)」が、同じような事態となった。なお、のちに同サイトは、2009年にスウェーデンで有罪判決を受けたが、児童ポルノではなく、アメリカ映画協会に著作権侵害を幇助したとして告訴されたことが理由だった。
ヨーロッパで表現や言論の自由のためネット規制などに対抗している海賊党は、「一旦、誰かが他人のコミュニケーションを検閲する権限を得て、そうする義務を与えれば、その誰かが嫌うすべてのものを、仲介者（たとえばISP）はフィルタリングしなければならない。検閲は利益を生むため、著作権ロビーがこのような横暴を続ける理由は想像に難くない」「好ましからざる情報の検閲が、当然でありポジティブなものとみなされる政治環境がつくりだされることこそが問題」と、「子供を守るための児童ポルノを看板にした、権力者の言論統制」を指摘した。

## 裁判

### 地方裁判所
2010年6月、ウプサラ地方裁判所は警察の判断を支持し、「（問題とされた絵には）被写体が存在した可能性がある」とし、51枚の漫画絵の所持による、軽犯罪、児童ポルノ犯罪の有罪判決が下された。 罰金は25000クローナ（約28万円）。この裁判は、2010年の児童ポルノ犯罪関係の一連の法改正の施行日である2010年7月1日の前日に行われたため、法改正前の法律に基づいていた。
非実在の児童(創作・フィクションのキャラクター)のポルノが処罰される理由として、児童ポルノ犯罪規定が、「刑法典」中、性犯罪に関する章ではなく公の秩序に対する犯罪の章に置かれていること、立法趣旨から、その保護法益は実際に描かれた特定の児童と児童一般の両方であると解釈されることから、モデルの実在性や具体的な性的な侵害の存在は必ずしも必要とされないためとした。
シモン・ルンドストロームは、児童ポルノは、児童への搾取であり許されるものではないことを認めながらも、被害者のいない架空の「単なるマンガ、単なるイラスト」に過ぎない物の所持までも犯罪として取り締まる必要はないと主張した。実際に問題とされたイラストは、単に裸体の全身が描かれている等、特に残酷な取扱もなされておらず、性行為の表現などもなく、あったとしても単に裸の2人の児童がベッドに横たわるといった程度のものであることも述べた。また、日本のマンガ表現の特質として、人物描写が大人か児童かを問わず、大きな目やふわふわの髪等を有するといった画一的なものであり、総じて人物が子どもっぽく描かれていることを挙げ、ヨーロッパの基準で児童と判断してはいけないとし、思春期の成長を完了していない者が児童ポルノにおける「児童」であるという「刑法典」の条項は、 あらゆるマンガイラストに対して安易に適用されるおそれがあると主張した。

### 高等裁判所
2011年11月、スヴェア高等裁判所では「児童ポルノ」に該当するとされた画像の数は39枚に減ったものの判決は覆らず、5600クローナ（約63000円）の罰金を科す判決が下された。51枚のイラストのうち4枚が児童を描写するものではないと判断し、さらに8枚はポルノグラフィーではないと、地方裁判所とは一部異なる判断をした。シモン・ルンドストロームが所持してた図画は典型的なマンガ絵で、実在する人物を描いたものではないことは明らかで、「一部は、猫のような耳及び尾を持つ。または鼻及び口のない者もある」と明記されるなど、裁判所もそれを認めていた。イラストであっても 「児童一般の尊厳を損なう」と法案提出理由では記されていたが、それが具体的に何を意味するのかは、地裁も高裁もそれぞれの判決文で全く触れていなかった。
シモン・ルンドストロームは憲法の表現の自由に違反しているとし、最高裁判所に上告した。
罰金の額が減ったのは、スウェーデンでは罰金が年収に応じて変化するシステムだったため。スウェーデンには漫画文化がほとんどなく、日本の漫画を翻訳出版する会社はボニエ・カールセン社の1社しかない。シモン・ルンドストロームはボニエ・カールセン社から「児童ポルノで有罪になるような人とは仕事はできない」と解雇されていた。「年収の1000分の1×裁判所が命じる数値＝罰金額」というシステムのため、1審の有罪判決で年収が激減し、罰金の額も減ることとなった。

### 最高裁判所
2012年6月15日、最高裁は検察側の訴えを退け、「（問題となった39点のイラストのうち）1枚はリアルなので有罪になる可能性も考えられる」としながらも「犯罪として成立しえるものではない」と、イラスト所持を事件化し起訴したこと自体を批判した。
現実的とされた1枚の画像は、処罰対象であると最高裁は判断した。この1枚については、基本法を考慮した上での解釈の必要性は何故か全く認められず、地裁・高裁判決と同じく規定違反であり、刑罰の対象であるとされた。しかし判決は、日本のマンガの専門家である被告の仕事柄、この1枚の画像の所持に関しては、児童ポルノ法に従って「所持する正当な理由がある」と認めて処罰対象の例外であるとし、被告人に対して無罪判決を下した。
NPO法人うぐいすリボン訳の判決文などによると、主な判決理由は以下となる。
- 当該の絵は架空の人物で、思春期が終了していない児童を想定している。児童達は完全あるいは部分的に裸であり、性欲を刺激するような姿で描かれていると言わざるを得ない。ほとんどの絵において性器が露出しており、また一部の絵では性的行為が行われている。これらの絵はポルノグラフィーであると判断できる。
- 一枚の絵（g24jpg）は他の絵とは異なり、児童の顔立ちが写実的である。その絵は他の点に関しても、実物描写であると判断せざるを得ない。
- 児童の実物描写に関し立法府は、刑罰の適用範囲が広くなり過ぎたり、その確定が困難になったりする事を防ぐ為、規定の解釈に関しては慎重になるようにと促している。例え一部の人間の性欲を刺激するとしても、全ての児童の裸体絵あるいは性器が認識できる絵を違法にする事は目的ではない。
- 特に架空の人物あるいは漫画の登場人物に関しては、それらの絵が犯罪に当たるかどうか、明確な線引きをする事は危険である。
- スウェーデン法において、写実的な絵と架空の人物を描いている絵の区別はしていないが、写実的な絵の方がより明確に保護法益が存在する。そのような絵は明らかに刑罰の対象である。
- 言論の自由と情報の自由に関する基本原則を考慮した上で罰則の解釈を行うべきである。児童ポルノ犯罪に関する罰則は、疑いようもなく言論の自由及び情報の自由を規制する動機になる特別に重要な理由に該当する。
- 当該の絵に関しては、実際の暴行を描いている内容ではないという事は明らかである。児童を想像させるようなポルノ的な絵の存在自体が、このような非写実的な絵を例外なく犯罪の一種と見なすような言論の自由と情報の自由の相当幅広い規制をする程、児童全般に対する侮辱に当たるという事はない。
- 児童が性的行為に参加するよう誘惑されるリスクを避けたいという願望によって成り立つ理由も、そこまでの規制を正当化することはない。
- 漫画絵は日本の文化に深く定着しており、その背景を鑑み言論の自由及び情報の自由を可能な限り重視する理由がある。

39枚のうち1枚だけは有害と判断されたが、スウェーデンでは児童ポルノ単純所持禁止と児童ポルノ閲覧禁止になっているため、その1枚を見ることができず、何が児童ポルノ法違反になるのか検証できない状態となった。 判決後のメディアの取材に応じたシモン・ルンドストロームは、「どの絵を指しているのか全く分からない。どれも明らかなマンガ絵だった」と述べた。

## 反響
地裁判決後、シモン・ルンドストロームはfacebook等で不服を訴え、メディアでも特集が組まれるなど取り上げられた。もっとも驚かれたのは「イラストが法規制の対象とされたこと」だった。スウェーデンの公共テレビ局『スウェーデンテレビ』では特集が組まれ、法学者を巻き込んでの議論が盛り上がった。
かつてスウェーデンでは、「規律と道徳損害罪法(Lagen om sårande av tukt och sedlighet)」が存在し、性・宗教などについての表現を制限してきた。しかし1971年に廃止されて以来、実害の無い、単に不道徳な表現を罰するべきだという法律の考え方はなくなっていた。実在する児童を保護する法律として一般的に理解されていた児童ポルノ法だが、実際にはフィクションや人間の想像による表現を罰する機能もあった。しかし、立法当時この問題はほとんど議論されないまま可決されたため、今回初めてメディアにより大きく取り上げられる事となった。特に本件訴追は、新聞記者・出版関係・作家・イラストレータなどを代表する団体やリベラルな政治家・政治団体から、偽善的で表現の自由を不当に抑圧するものとして批判された。
スウェーデンの漫画家は、少数から「自由に作品を描けない」という意見が出された。また、自身の14歳の初体験を漫画にしたいが、どうしようという女性作家が2～3人いた。小説家からの反響はほとんどなかったが、ホラー小説の分野からは、「（作中で）16歳の少女がセックスしたりしてるが、漫画化すると違法になるのか」「スウェーデンの小説は基本的に刑事物。犯罪防止のために規制するのか」などの意見が挙がった。
スウェーデン漫画協会のフレードリク・ストロームバリ会長は「出版業者と漫画家たちは非常に神経質になっている」「描き手たちは、何なら描いてよいのか、18歳未満でないことを強調しなければならないのか、疑問に思っている」と述べた。
ヨハンナ・コリヨネンの記事では、「漫画販売業者が萎縮して読みたい本を入荷してくれない」との記述があった。
地裁判決後に起きた論争は、判決と架空の表現を罰する児童ポルノ法に対して、圧倒的に批判的だった。国内の新聞で判決を取り上げたコラムの中で、判決を批判しなかったものは一つも無かった。行き過ぎた法律であるとして国会議員を含む政治家からも批判がなされ、警察の捜査官や被害者を代表する小説家さえも判決に対する批判を示した。スウェーデン国営ラジオが行った世論調査では、「架空の絵を児童ポルノとして罰するべきか」という質問に、回答者の85％はNOと答えた。 
最高裁の無罪判決後は、主要な新聞・テレビなどがトップで報道し、おおむね好意的で、批判的なものは個人ブログ程度でしか見られなかった。

## エクパットとの関わり
スウェーデンには、子どもに対する商業的な性的搾取の根絶を標榜する国際組織のECPAT(エクパット)本部がある。エクパットの日本の組織「エクパット東京」は、いわゆる「規制推進派」の牙城として知られる。
エクパットとスウェーデン権力者とのつながりは強く、エクパットの会長はスウェーデンの元法務大臣であり、シルビア女王を始めとする王族もエクパットに参加している。
スウェーデンでは法律を作る場合、関連団体の許可をとらなければならないが、1999年の児童ポルノ法改正時に「単純所持禁止」「全メディアを対象」となった際は、全面的に批判的な意見が多かったが成立した。このため児童ポルノ法は政治家が人気取りのために勝手に作った法律ではないかとも指摘される。

## 有罪賛成の主張
エクパット、スウェーデン法務大臣、子ども救済会らが、児童ポルノの所持を批判した。エクパットの児童ポルノの定義は全てのドキュメンテーションが対象で、漫画も含まれる。エクパットスウェーデンのヘレナ＝カーレンは、日本ではスーパーで児童ポルノを売っていたと発言するなど、『ラブひな』のような日本で一般に流通している漫画やイラストを「児童ポルノ」と見なす傾向にある。
1997年よりスウェーデン国家警察に所属し、国際刑事警察機構捜査官として「子ども虐待画像データーベース(ICAID)」構築に尽力したアンダーシュ・ペーションは、児童に見える外見や絵柄のキャラクターの性的な虐待を描いた場合、「児童虐待の画像、児童のポルノグラフィー、児童虐待」にあたるとした。日本の漫画は非常に多様化しており、年齢の判断は難しく、「児童ポルノに漫画を含めるべきではない」という議論もあるが、「漫画についてはよく知らないが、自分が見た画像は明らかに子供だった」「漫画を児童ポルノとして自動的に禁止するわけではないが、漫画でなくても、描いた児童の絵でも、虐待されていれば児童虐待になる」とした。
2012年2月14日、衆議院第一議員会館で院内集会「国際エクパット事務局長来日　今こそグローバルスタンダードへ！　児童買春・児童ポルノ禁止法の改正に向けて」がエクパット東京主催で開催された際は、成人向け漫画などを通じて、実在の子どもたちが被害を受ける可能性があると指摘した。具体的には以下のようなもの。
- 子どもの性的搾取についての社会的許容を推奨している。
- 子どもとの性的行為を正常であるかのように思わせている。
- 画像が急速かつ広範囲に流布されるのに寄与している。
- 子どもの性的虐待描写物への需要を増大させている。
- ヴァーチャルな子ども虐待画像は子どもを手なずけたり、誘惑する際に用いられている。

検察側は「実物の児童の写真であるか描かれたものであるかにかかわらず、児童は性的対象として描写されてはいけない」とした。
国営テレビSVTの取材に応じた政権与党の穏健党の法務大臣ベアトリース・アスク(Beatrice Ask)は、強い口調で「児童や幼年時代への勝手な侮辱は許されない」と、まるで冒涜罪を連想させるかのようなコメントをした。
児童保護団体はテレビ討論で、「マンガの中の子供は、現実の子供とは違うが重大な問題でOKといえない。大半のスウェーデン人は、このような絵をおぞましく感じている」と主張した。

## 有罪反対の主張
被告側弁護団は、警察が押収したイラストは実在する子どもを描いたものではないと主張した。スウェーデンの漫画専門家も、問題とされたイラストについて、必ずしも子どもを描いたものとは限らないと法廷で証言した。スウェーデンと異なり日本は「かわいい」ことを理想視する文化なため「マンガの登場人物たちは幼く見えるが、必ずしも子どもではない」と訴えた。
また、別の弁護士は地元テレビに対し、被告がイラストを所持していたのは「研究目的であって、犯罪ではない」と主張した。裁判について「不合理さが増す一方だ」と不満を示した。
幼少時代に親族から性的な虐待を受け、それをモチーフとした小説を執筆した小説家クリスチャン・ディトレヴ・ジェンセン(Kristian Ditlev Jensen)は、「身をもって性虐待の実体を経験してきた私としては、それを単なるマンガイラストと同じ扱いにされるのは、被害者の子供たちにも日本のマンガ文化にも余りにも失礼」であると述べた。また、スウェーデンの記者協会や漫画振興会、作家や写真家の団体なども氏への有罪判決を批判した。
当時、欧州議会に2議席を有していた海賊党は、「エクパットの児童ポルノの基準」を批判した。国立美術館にある裸の少女が森にたたずむ絵画『母親の部屋と小さな女の子の部屋』などの古典的な作品や、少年少女が裸で寝そべるシーンのある映画『RonjaRövardotter』などを閲覧・所持・ダウンロードした者や、18歳未満が自分の裸の画像を持っていても性犯罪者とされ、禁固刑となる思想を非難した。
フリージャーナリストのホーカン・リンドグレーンは、2011年12月に、夕刊紙『エクスプレッセン』に立法背景について解説した記事を掲載した。「児童一般への侮辱というものは、そもそもどのように行われるのか？　児童一般が見てもいない絵によって侮辱されるのなら、読んでもいない文章によって同等に侮辱されないのはなぜか？」「もし私が絵に描いた児童の服を脱がすことが許されないのなら、なぜ撃ち殺すことは許されるのか？　絵に描いた児童の命を奪っても、児童一般は侮辱されないのか？」「これは児童の問題ではなく、ある種の大人たちの問題だ。すなわち、自分自身の考える最悪は何か――絵か、児童虐待か――自分自身で未だに明確にできていない大人たちと、純粋に利便のために両者を同じ法律で裁くことを好んでいる大人たちの問題だ」「私たちスウェーデン人は法律を一回りさせた結果、想像を絵に描くことを規律と道徳に反する罪と見なすようになってしまった。筆者はベアトリース・アスク法務大臣に、この現状に満足しているか聞いてみたが、答えてもらえなかった」とした。
ベアトリース・アスク法務大臣と同じ穏健党の国会議員であるマリア・アブラハムソンは、「混乱の元凶は、まさに魔女の醸造物である道徳の危機及び曖昧模糊とした考え方です。それが、漫画研究家のシモン・ルンドストロームが児童ポルノ犯罪により有罪判決を言い渡されるという、とんでもない状況に繋がりました。できれば来年の最高裁で、この間違いが修正されるか、それが叶わないならば法律を適切に改正するしかありません」「人々の法律に対する尊敬を危うくする」と有罪判決を非難した。

## シモン・ルンドストロームの主張
シモン・ルンドストロームは、漫画を読んで感動する大人が少ないため、漫画は文学だという考えがなく、規制してもいいと思う人が多いと述べた。スウェーデンの若者向け小説には、13～14歳同士が性行為をするシーンは珍しくないが、小説は聖域とされ規制はされない。しかし漫画は普及してないため、規制してもどうでもいいと思われているとした。来日時には、うぐいすリボン代表の荻野幸太郎に、「もし伝統的な油絵のような芸術作品なら摘発はなかっただろう。一部の人々は性表現の有無に関係なく、漫画・アニメやその読者を気持ち悪いと嫌っている。ゲイの人々への嫌悪と同じようにだ」と述べた。
しかし、ホモセクシャルの権利を獲得は表現の自由がなければできなかったように、表現の自由は絶対に曲げてはいけないとも指摘した。児童ポルノ規制関連でインターネットのサイトブロッキングを調査したブログが非公開にされた経験から、表現の自由に例外をいったん作ると、次から次へと例外が作られるため非常に危険であるとした。たとえば、スウェーデンは高福祉・高負担型の北欧型民主主義の国として知られ、この発言前後（2012年）はシリア内戦を逃れた人がヨーロッパに押し寄せ、政府は移民の受け入れを積極的に行っていたが、「スウェーデンの今の情勢なら、移民を非難するサイトをブロックされても驚かない」と述べた。
「地獄への道は善意で敷き詰められている」とし、みんなが賛成するような表現の自由は、あってもなくても変わりは無く、みんなが賛成する意見で表現の自由は不要となるとした。たとえば、みんなが移民賛成という意見の社会の場合、移民反対の意見を持つ者は、表現の自由がないと意見さえもできなくなる。有害な表現も気持ち悪くなる表現もあるが、気持ちの悪い表現にこそ表現の自由は必要であり、制圧をかけると、ノルウェー連続テロ事件のように反動もあるため、話し合いができる環境が重要だとした。
また、法務大臣のコメントとして、「子どもを侮辱してはいけない」ではなく「子ども<時代>を侮辱してはいけない」というものがあると述べ、子どもを神様として扱う・崇拝することで、子どもを利用していると批判した。子どもは無垢で純粋な存在のため、それを崇めようとする精神・要素があり、子どもを守ろうとする意識が「子ども＝神」のごとく過剰で、結果的に子どもを守るならば表現の自由を制限しても構わないと考える人々が多いとした。具体的には以下のようなもの。
- 写真家は雑誌の記事で「もしかしたら、私たちは無自覚に子ども宗教として子どもを崇めているのでは」と述べた。
- 選挙で難しい質問をされると、アメリカの政治家は「神様を信じています」と絶対的な意味で言うが、スウェーデンでは「子どものためのスウェーデンを作りたいのです」と言う。

## 警察の主張
2012年5月16日の最高裁の第一回裁判の前日、スウェーデン最大手新聞『Dagens Nyheter』で、スウェーデン警察の児童ポルノ担当トップが、有罪に反対するコラムを公開した。意見は以下のようなもの。
- 性的虐待の被害に遭っている子どもたちを助けなければならないのに、イラストを捜査対象にしている場合ではない。
- 被害に遭っている子どもたちと、空想のイラストで描かれたものを同列に扱うのは、実際の子どもに失礼である。
- 既に警察は虐待の加害者の取り締まりで手一杯で、イラストまで捜査対象に加えれば、被害に遭っている子どもたちを助けるための時間が削られてしまう。
- 同裁判の焦点は児童ポルノ対策から外れている。
- 架空のイラストの所持を罰する事がなぜ子供たちのためになるかが分からない。
- 余りにも非現実的なマンガのキャラクターの年齢を医学的な方法で判断するのも困難。

一方、エクパットのセミナーでパネリストを務めたアンダーシュ・ペーションは、「個々の警察官の発言を公的なスウェーデンの警察の見解として受け止められては困る」とした。

## 犯罪の実態
白人国家の中で一番のレイプ大国はスウェーデンであり、「レイプ大国」や「Rape Capital」と検索すると、必ずスウェーデンが登場するほど性犯罪が多いとしばしば語られる。ただし、これには各国でレイプ被害を女性が警察に届け出ることには心理的・社会的障碍があったものの、戦後特にスウェーデンにおいては届け出られる傾向が次第に高まっていったと考えられ、それが近年の風潮の中でますます強まっていること、また、国によりレイプの定義や警察の受理対応の方針がそもそも異なること等を無視した、乱暴な比較との声も強い。例えば、スウェーデンでは自慰行為の強制や性器に指や異物を入れた場合はレイプと捉えられ、また、法改正により2005年には強姦における暴行・脅迫が認められるハードルが極めて緩やかになり、2018年には不同意性交である以上はレイプとして扱われるようになった。いずれにせよ全メディアを対象に児童ポルノ単純所持を禁止した1999年以降も、警察の認知対象となった性犯罪は増加傾向をたどっている。2018年には「レイプの増加が選挙の争点」と海外メディアで報じられるほど、社会的関心も高い。

### 国際統計と暗数
「強姦やその他の性的暴行に関する国際統計(Rape statistics)」では、10万人あたり何人レイプされているかの指標ランキングが公開されている。2010年では、スウェーデンが3位、アメリカが11位、韓国が20位、日本が57位である。
一方で、国連麻薬犯罪局(UNODC)のデータ開発および普及の責任者であるエンリコ・ビソニョ(Enrico Bisogno)は、比較国際統計の報告数を単純に比較することは不正確だと指摘した。ストックホルム大学犯罪学教授のフェリペ・エストラダ(Felipe Estrada)は、「犯罪の数え方は国によって異なる」「性犯罪には暗数があり、報告された事件をもとに本当のレベルについて何かを言うのは非常に困難だ」としている。
性犯罪実態を調べるためには、報告された犯罪の数より、犯罪被害者の調査に注目することが必要とされる。EUにおける女性に対する暴力を調査するそのような研究の1つが、2014年にEUの基本的権利のための機関(FRA)によって公表されており、それによると、スウェーデンの女性の18％が性的暴力の被害者であると答え、オランダと同じ割合であり、デンマークの19％をわずかに下回っている。
なお、「性犯罪は報告された犯罪の数字は実際の犯罪のごく一部であると知った上で見る必要がある」という見解は日本でも共有されており、琉球大学大学院法務研究科教授の矢野恵美は、内閣府男女共同参画局が定期的に行う「男女間の暴力に関する調査」や、「犯罪被害実態(暗数)調査（原題：International Crime Victims Survey/ICVS/国際犯罪被害者調査）」における「性的な被害」等、警察に届けたかに関わらず、被害者に状況を聞くタイプの調査の結果にも目配りする必要があるとしている。これらの調査では、2012年の場合、被害を届け出る女性は18.5%であり、「日本の暗数が海外に比べてことさら高い」とはいえず、同程度であるとされている。一方で、日本で政府が2020年全国20歳以上の男女5千人に対して行った調査によれば、被害者中で警察に相談した者は6.4%（最終的に正式に被害届を出す率や警察が受理する率はさらに低くなる）であったことが報告されている。

### 性犯罪の増加と政府の見解
2018年時点で、スウェーデンで警察に報告された性犯罪の数は、数十年で着実に増えている。スウェーデン国立の犯罪防止対策協議会(BRA、Brå)によると、2017年の調査では、暴力、脅威、強盗、詐欺、嫌がらせ、性的暴行など、「個人に対する犯罪」に分類されるものの被害者であった人口の割合が、2006年に調査が始まって以来、最高レベルとなった。 最も重大な増加は性犯罪で、被害率は2012年～2016年の間に0.8％から2.4％に上昇した。これは約181,000人に達し、史上最高となった。 女性の割合は4.1％と、さらに高くなっている。また、2017年のレイプ通報件数は7,370件だった。
レイプ件数が多い事に関して、スウェーデン政府は2017年2月に見解を発表した。要点は2点あり、「スウェーデンは意識が高く、他の国よりレイプを通報する人が多い」「スウェーデンは他の国がレイプと見做さないこともレイプと解釈する」というもの。「夫婦間で1年間に渡ってレイプがあった場合、それを1件ではなく365件と数える」という例を挙げ、レイプ件数が多い根拠とした。
2017年には、「政府はレイプ対策にもっと力を入れろ！」というデモが開かれた。ストックホルムで起きたレイプ事件の裁判が、証拠不十分で全員無罪になったことを受けたものだったが、主催者は「一般の人で盛り上がったが、政治家からの反応は無かった」と語った。
2018年には、スウェーデン政府は犯罪防止対策協議会(BRA、Brå)に、同国における強姦の報告数が増加した理由を調査するように命じた。

### 警察の捜査・対応
スウェーデンの警察は殺人などの凶悪事件に忙しく、レイプ事件は多いが関わる時間がないと報じられている。2016年は20,300件の性犯罪が報告され、2015年と比較して12％増加し、国家犯罪防止評議会(br)が発表した統計では、報告されている強姦率は6,720と、13％増加した。しかし報告されている強姦事件が起訴につながることはめったになく、『Swedish Television』によると、2014年には20％の訴訟が審理されたが、2015年は14％、2016年は11％に過ぎなかった。
2018年、『Radio Sweden』は「警察は頼りにならず、報復が怖いため何かあっても警察に言わない人が多い」という報告を発表し、「警察がレイプを捜査しない」「通報しても電話に出ない」等の事例もあり、「他の国よりレイプを通報する人が多い」という公式見解には疑問が指摘されている。
2017年には、ステヌングスンド中心部にあるトイレに引きずり込まれた12歳の少女が脅迫、殴打、強姦された事件で、被害者とその母親が強姦を警察に報告し、犯人の男性を正確に伝えたが、2ヵ月後、警察は容疑者を放置していたことが明らかとなった。ジャーナリストのヨアキム・マグナス・ラモッテ(Joakim Magnus Lamotte)は、「12歳の少女が強姦されているんですよ！」と警察に訴えた際、「似たような問題が大量にあり手が回らない」「（他の事件の被害者には）3歳だっている」と、まともに取り合ってもらえなかったとする動画を公開し、話題となった。
2018年には、犬の散歩中だった女性が、フォルシャガ自治体のデジェで強姦未遂にあった際、警察の通報番号が終日「話し中」で、翌日、ケガを見せに行った病院で警察官を見つけ、事件を報告できたということもあった。

### 治安
「治安が悪いので女性が夜の外出を控えるようになっている」という報告も複数挙げられている。2016年の治安に関する意識調査の結果では、自分が住む近所であっても夜の外出を控えると回答した女性が、前年比25％上昇し3割となった。
2017年12月には、マルメでレイプ事件を捜査していた警察官が「女性は夜一人で出歩かない方がよい」と発言し、「住民を不安に陥れた」として発言を撤回させられた。警察力が十分に及ばない危険地帯(Vulnerable Area)では、約半数の女性が夜の外出を不安に感じているという調査結果があり、女子生徒の間では夜外出しないのがほぼ常識になっている、という報道もなされた。

### 性犯罪の定義の変遷
1962年、「刑法」制定。第6章の標題は「道徳に対する犯罪(Sedligghetsbrott)」だった。「規律と道徳損害罪法(Lagen om sårande av tukt och sedlighet)」が存在し、性・宗教などについての表現を制限してきた。
1971年、「規律と道徳損害罪法」が廃止され、実害の無い、単に不道徳な表現を罰するべきだという法律の考え方がなくなった。
1984年、「刑法」改正。第6章の「道徳に対する犯罪(Sedligghetsbrott)」が「性犯罪(Sexualbrott)」に変更された。
1997年、「刑法」第6章第1条、第3条、第6条、第12条の改正が行われた。第1条では強姦の構成要件の拡大が行われ、強姦の成立に必要な条件として、姦淫に加えて「侵害の程度及びその他の事情から強制された姦淫と同程度の性的接触」が文言に追加された。第3条、第6条は用語を性的に中性化した。第12条は、第6章の犯罪の未遂等を処罰する際に、媒合の罪を知っていて、届出や暴露しなかった者の処罰を定めた。
1998年、「性的奉仕の購入を禁止する法律」が制定され、対価を払って一時的な性的結合を行うことを犯罪化したが、対価を受け取って性的奉仕を提供する者は処罰されないとした。売り手の社会的地位の低さに配慮されたと指摘されている。また「性交、姦淫(samlag)」はアナルセックスやオーラルセックスが姦淫類似の性的接触とされ、他人に向かって行うオナニーは姦淫類似に含まれないが、異物や拳を性器に挿入する行為も姦淫類似の行為とされた。
2002年、「刑法」第4条の「性的な目的で行われる人身取引」が改正された。児童の性的侵害に対する保護の増進と、性的統合性の強化、性における自己決定権の強化が図られた。1990年発効の「子どもの権利条約」と、2001年の「人身売買の廃絶と児童の性的搾取及び児童ポルノの廃絶とに向けた欧州共同体委員会」の内容の完全な実現を図ったとされる。
2005年、「刑法」第6章が全面改正された。具体的には以下のようなもの。
- 性犯罪の用語が「sexual umgange」から「性行為(Sexuall handling)」に変更された。「sexual umgange」では、人の性器が他人の身体の一部に接触することが必須で、動物との接触は含まれていなかったが、判例では着衣の状態での接触も含まれていた。「性交、姦淫(samlag)」以外の性的な意味合いを持つすべての身体的接触・表現を示す適切な用語として、「性行為(Sexuall handling)」で一括で表現した。
- 性犯罪を「性行為(Sexuall handling)」そのものとして見るのではなく、それを通して、被害者の人格、性的自己決定権、自由などをどこまで「侵害(krankning)」したかに刑罰価値の根拠が求められた。
- 第6章が以下の内容となった。

1. 強姦：「強姦」は行為者が傷害、暴行、犯罪行為の威嚇をもって他人を強制的に姦淫し、またはその他の姦淫と同程度の性的行為を実行・忍耐させるもの。姦淫は異性間のみに限られ、同性間はその他の類似行為に含められる。夫婦間、婚約者間、同棲者間でも強姦が成立し、強姦の適用範囲が拡大した。
2. 性的強制：強姦を構成しない無援助状態にある者の不適切な性的玩弄が分類される。強姦によって他人に性的行為を実行・忍耐させるもの。加害者、被害者の性別は無関係で、当事者間の関係も意味をもたない。自ら性的行為を行わない者も責任を問われる。
3. 依存的地位にある者の性的玩弄：無力、その他無援助の状態、精神障害にかかっている者を不適切に玩弄することによって、他人との性的接触を行う者を処罰の対象とした。
4. 児童強姦：改正で新設。「15歳未満の児童は性的行為に同意できない」という考えを基本とし、単に姦淫やそれと同等とされる行為に適用される。被害者の性別は無関係で、被害者がイニシアティブをとった場合も罪が成立する。15歳以上～18歳未満の場合は「一定の限界内で性的な自己決定権が認められる」という観点から、行為者と被害者との間に特定の依存関係が存在するときに罪が成立する。「特定の依存関係」とは、行為者の子孫、行為者の教育課にある者、公務所の決定によって行為者の保護と監督の下に置かれている者などがあるが、教師と生徒は含まない。
5. 児童に対する強制猥褻：「児童の性的玩弄」「児童強姦」にも該当しない児童に対する性犯罪を規定するもの。具体的には、加害者が児童に自分の面前でオナニーをさせるような場合。
6. 子孫との姦淫および兄弟姉妹との姦淫：「刑法」制定時の「子孫の肉体的凌辱」「兄弟姉妹への肉体的凌辱」と同じもの。
7. 性的姿態表現への児童の利用：改正で新設。15歳未満の者が姿態表現への協力に同意することが無条件で禁止された。15歳以上～18歳未満の場合は、児童の健康と発達を害する場合に限定して禁止された。
8. 児童の性的行為の購入：18歳未満の児童に例外なく適用される。売春以外の性的な行為の購入も該当し、支払者が第三者でも、児童の性的行為を享有した者は処罰の対象とされる。
9. 猥褻行為：行為者にとって性的な意味が疑いなく認められることが必要条件で、水浴中に裸の子を抱き上げただけなら罪は成立しない。
10. 性的奉仕の購入：ある人が対価を払って一時的な性的結合を他人と持つと罪が成立する。対価を誰が支払うかは無関係。売春だけでなく、対価を得てたまたま一回だけデイ的関係を持っても罪が成立する。
11. 媒合：対価を得て行う一時的な性的行為を促進し、大規模に運営される活動にかかり、多額の利益をもたらすことが基準。
12. 児童ポルノの処罰：「重児童ポルノ罪」の法量刑が4年から6年に引き上げられた。
13. 訴訟法上の問題

この2005年の改正には、2003年のブルガリア事件が影響した。これは14歳の少女が男性2人に強姦された事件で、ブルガリアの裁判所が、加害者が暴力を用いず、被害者も抵抗せず性交に応じたことを理由に刑事責任が問われなかったことを、被害者がブルガリア政府を相手に欧州裁判所に提訴したもの。欧州裁判所は「欧州人権条約に基づく各国のポジティブな義務は、被害者が仮に物理的に抵抗しなかったとしても、その同意を得ずに実行された性的行為に刑罰を定め、起訴する義務を意味する」と認定した。
2018年5月、相互の同意なしに性的行為に及ぶことをレイプと規定する法案が賛成257票、反対38票の票差で可決され、同年7月1日に発効した。同意なしのセックスを犯罪行為と定めた欧州諸国としては10カ国目となる。明確な口頭もしくは身体的な表現でセックス行為に応じる意思表示が必要とし、無言は承認を意味するものとして受け止められないとした。同法の発効後、検察当局は有罪に持ち込むため暴力もしくは威嚇行為が介在していたことを立証する必要がなくなった。